# Музей Прованса
Музей Прованса (фр. Musée Regards de Provence) — це художній музей, створений в Марселі в 2013 році 'Фондом Regards de Provence' в колишній санітарній станції порту Марсель.

## Колекція
Колекція музею утворена з приватних зібрань меценатів і складається з 850 творів мистецтва від Нового часу до сьогодення, об'єднаних для розширення мистецької та культурної спадщини Марселя, Провансу та Середземного моря.

## Галерея

Санітарна станція до її архітектурної перебудови у 2013 році
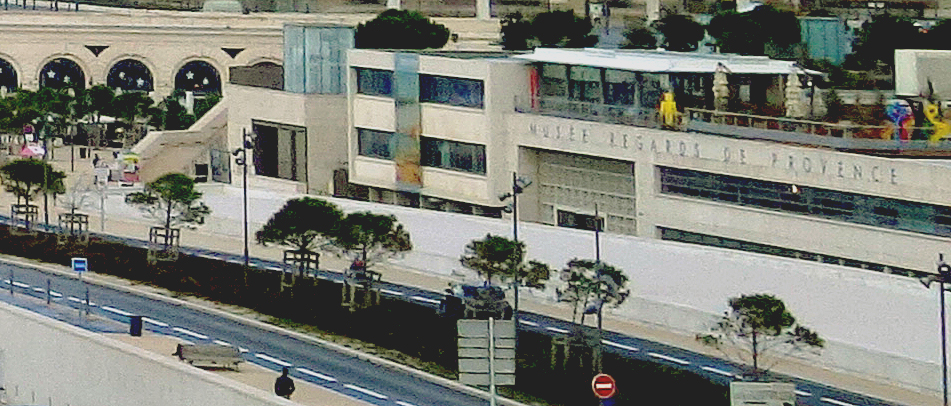
Фасад музею 2017 року
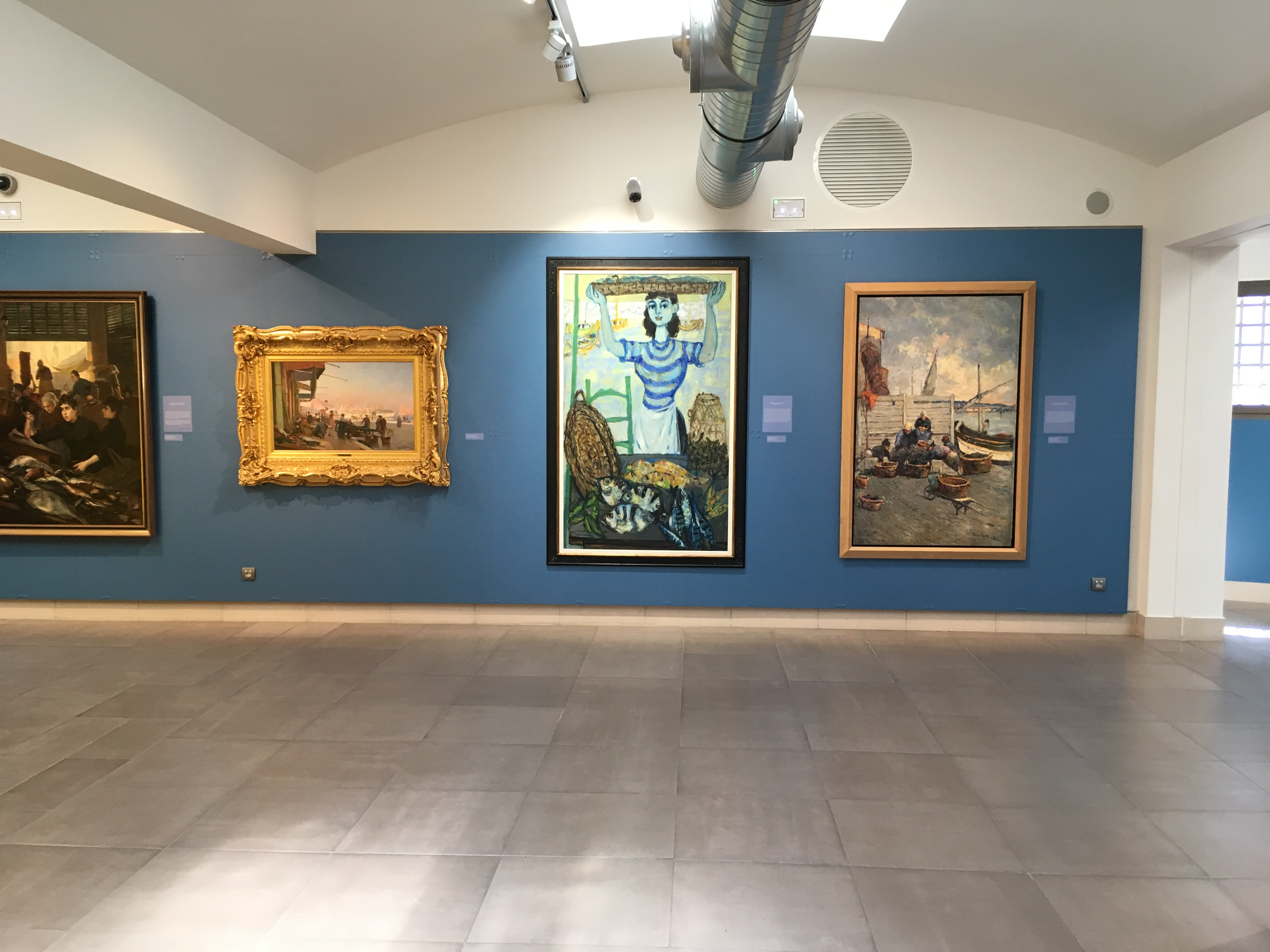
Одна з зал музею Прованса
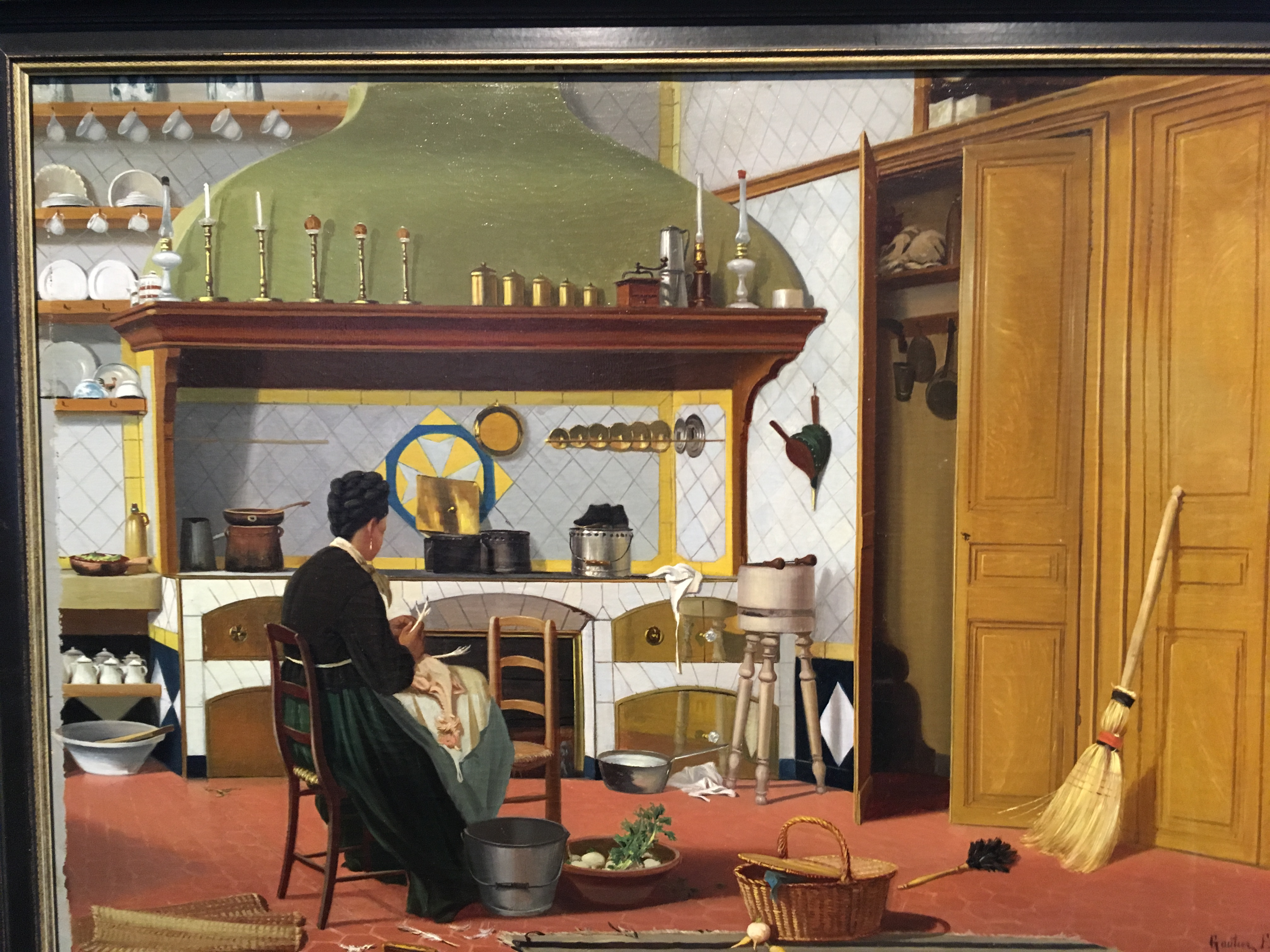
Луіз Франсуа Гот'є. Провінціалка на кухні, 1879